# Gobierno de Iván Duque
El gobierno del presidente Iván Duque Márquez entre el 7 de agosto de 2018, hasta el 7 de agosto de 2022. Su predecesor fue el gobierno de Juan Manuel Santos. Su sucesor fue el gobierno de Gustavo Petro.

## Situación previa

Mapa electoral de la segunda vuelta presidencial de 2018

Iván Duque presentó su nombre en los comicios de 2018 con el aval del Partido Centro Democrático luego de que este contará con cinco precandidatos, quienes se enfrentaron a tres rondas de encuestas, siendo eliminado tras las dos primeras el opinado con menos respaldo, y tras la última los dos menos respaldados. La primera encuesta fue presentada el 28 de noviembre de 2017, la segunda el 5 de diciembre de 2017, y la tercera el 10 de diciembre de 2017, siendo seleccionado como candidato.
El 11 de marzo de 2018 anunció a la exministra conservadora Marta Lucía Ramírez como su compañera de fórmula, de acuerdo a lo acordado por los participantes de la Gran Consulta por Colombia frente al segundo puesto de la consulta interpartidista. Aparecieron en el tarjetón electoral únicamente con el respaldo de Centro Democrático.
En la primera vuelta, llevada a cabo el 27 de mayo, Duque y Ramírez obtuvieron la votación más alta, correspondiente al casi 40% de los votos hecho que les dio paso al balotaje. El 17 de junio, Duque derrotó al candidato Gustavo Petro obteniendo 10 398 689 votos, siendo esta en ese entonces la mayor votación lograda por una candidatura presidencial en la historia de Colombia.

### Empalme
En el mes de junio Duque nombró 22 coordinadores técnicos y 273 técnicos, políticos y jóvenes tecnócratas distribuidos en las comisiones de empalme encargada de realizar la recepción de las diferentes áreas con el Gobierno de Juan Manuel Santos. Algunas de las personas nombradas en las comisiones fueron posteriormente nombrados como ministros de gobierno.

## Posesión presidencial

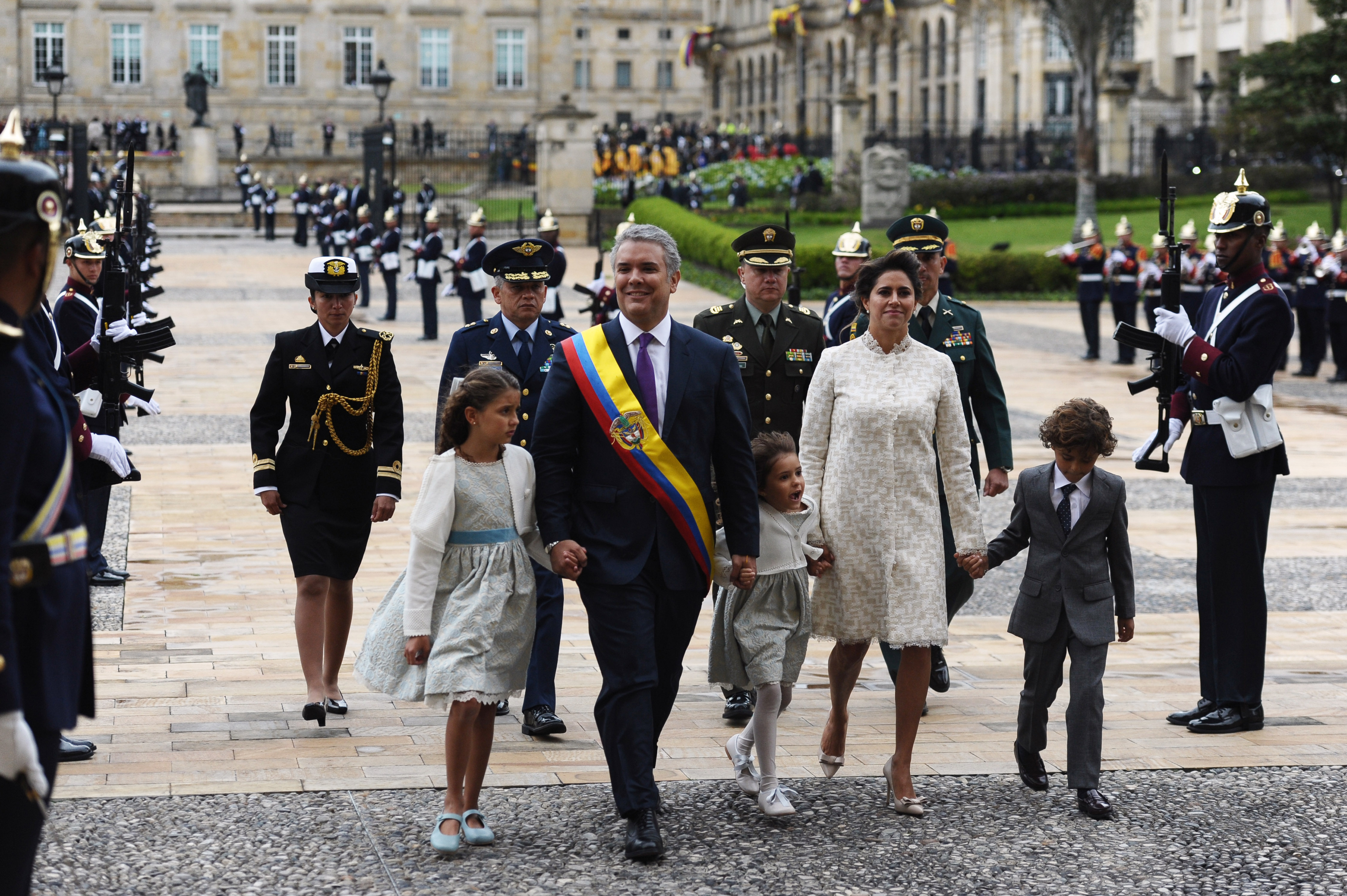
Posesión de Duque, 7 de agosto de 2018

El 7 de agosto de 2018 se realizó la toma de juramento para iniciar oficialmente el mandato como Presidente de la República de Colombia, la ceremonia inició como es tradicional desde el Palacio de San Carlos desde donde los nuevos mandatarios y sus familias marchan hacia la plaza de Bolívar, primero marchó la vicepresidenta electa Marta Lucía Ramírez y su familia y seguidamente lo hizo el presidente electo Iván Duque junto con su familia. Para esta ocasión se dispuso del uso una alfombra azul, rompiendo con las investiduras anteriores donde color utilizado para estas fue el rojo, así como una gran columna de flores que cubría la parte superior del escenario instalado como manda la tradición afuera del capitolio nacional, sede del congreso de la nación.
Durante su discurso de posesión manifestó que llega con la idea de unir a los colombianos, luego de la polarización en la que se ha visto inmerso en los últimos años. Como mandatario de los colombianos hizo mención, durante la primera parte de su discurso, al bicentenario de la independencia de Colombia, que se celebrará el próximo año, con lo cual invitó a los colombianos a “dejar los egos para forjar un propósito común”. También señaló que los colombianos “cuando nos unimos como pueblo nada nos detiene. Cuando todos aportamos somos capaces de hacer realidad proezas propias que ni siquiera el realismo mágico es capaz de imaginar, por lo que resaltó que la historia de Colombia deja en evidencia que somos una nación valiente, laboriosa, que no se amaina al primer ruido.
En la ceremonia hubo alrededor de 3000 invitados, y asistieron los siguientes presidentes: Mauricio Macri, de Argentina; Lenín Moreno, de Ecuador; Juan Carlos Varela, de Panamá; Danilo Medina, de la República Dominicana; Carlos Alvarado, de Costa Rica; Jimmy Morales, de Guatemala; Evo Morales, de Bolivia; Enrique Peña Nieto, de México; y Juan Orlando Hernández, de Honduras, de la misma manera asistieron los expresidentes Alan García, de Perú; Ricardo Lagos, de Chile y Felipe González, de España, asimismo afirmó que no invitaría a dicho evento a los presidentes de Cuba y Venezuela, Miguel Díaz-Canel y Nicolás Maduro respectivamente.

## Gabinete
Duque nombró a todos los 16 ministros y altos consejeros antes de su posesión como presidente, una vez finalizada la ceremonia de posesión y en el transcurso de su gobierno indujo la creación de dos nuevos ministerios, derivados de los desaparecidos departamentos de Coldeportes y Colciencias.
Los ministros y ministras son parte de lo que Iván Duque llamó como  La Gran Alianza por Colombia que incluye a su partido Centro Democrático y a los partidos que se declararon "De Gobierno" en el Congreso, además hay ministros que militan en partidos independientes al gobierno. El gabinete está compuesto por 11 hombres y 7 mujeres.
| ← Gobierno de Iván Duque → (7 de agosto de 2018 - 7 de agosto de 2022) | ← Gobierno de Iván Duque → (7 de agosto de 2018 - 7 de agosto de 2022)                     | ← Gobierno de Iván Duque → (7 de agosto de 2018 - 7 de agosto de 2022)       | ← Gobierno de Iván Duque → (7 de agosto de 2018 - 7 de agosto de 2022) |
| ---------------------------------------------------------------------- | ------------------------------------------------------------------------------------------ | ---------------------------------------------------------------------------- | ---------------------------------------------------------------------- |
| Partidos políticos                                                     |                                                                                            | Partido Centro Democrático                                                   | Partido Centro Democrático                                             |
| Partidos políticos                                                     | Partido Conservador Colombiano                                                             |                                                                              |                                                                        |
| Partidos políticos                                                     | Partido Cambio Radical                                                                     |                                                                              |                                                                        |
| Partidos políticos                                                     | Partido de la Unión por la Gente                                                           |                                                                              |                                                                        |
| Partidos políticos                                                     | Partido Colombia Renaciente                                                                |                                                                              |                                                                        |
| Partidos políticos                                                     | Independiente                                                                              |                                                                              |                                                                        |
| Presidencia                                                            |                                                                                            |                                                                              |                                                                        |
| Presidente de Colombia                                                 |                                                                                            | Iván Duque Márquez 7 de agosto de 2018 - 7 de agosto de 2022                 |                                                                        |
| Vicepresidencia                                                        |                                                                                            |                                                                              |                                                                        |
| Cargo                                                                  | Cargo                                                                                      | Titular                                                                      | Titular                                                                |
| Vicepresidenta de Colombia                                             |                                                                                            | Marta Lucía Ramírez Blanco 7 de agosto de 2018 - 7 de agosto de 2022         |                                                                        |
| Ministerios                                                            |                                                                                            |                                                                              |                                                                        |
|                                                                        |                                                                                            | Nancy Patricia Gutiérrez Castañeda 7 de agosto de 2018 - 31 de enero de 2020 |                                                                        |
|                                                                        | Alicia Victoria Arango Olmos 14 de febrero de 2020 - 22 de diciembre de 2020               |                                                                              |                                                                        |
|                                                                        | Daniel Andrés Palacios Martínez 18 de enero de 2021 - 7 de agosto de 2022                  |                                                                              |                                                                        |
|                                                                        |                                                                                            | Carlos Holmes Trujillo García 7 de agosto de 2018 - 12 de noviembre de 2019  |                                                                        |
|                                                                        | Claudia Blum Capurro de Barberi 27 de noviembre de 2019 - 13 de mayo de 2021               |                                                                              |                                                                        |
|                                                                        | Marta Lucía Ramírez Blanco 31 de mayo de 2021 - 7 de agosto de 2022                        |                                                                              |                                                                        |
|                                                                        |                                                                                            | Alberto Carrasquilla Barrera 7 de agosto de 2018 - 3 de mayo de 2021         |                                                                        |
|                                                                        | José Manuel Restrepo Abondano 18 de mayo de 2021 - 7 de agosto de 2022                     |                                                                              |                                                                        |
|                                                                        |                                                                                            | Gloria María Borrero Restrepo 7 de agosto de 2018 - 16 de mayo de 2019       |                                                                        |
|                                                                        | Margarita Leonor Cabello Blanco 11 de junio de 2019 - 17 de agosto de 2020                 |                                                                              |                                                                        |
|                                                                        | Javier Augusto Sarmiento Olarte 24 de agosto de 2020 - 5 de octubre de 2020 (Encargado)    |                                                                              |                                                                        |
|                                                                        | Wilson Ruiz Orejuela 5 de octubre de 2020 - 7 de agosto de 2022                            |                                                                              |                                                                        |
|                                                                        |                                                                                            | Lorenzo Guillermo Botero Nieto 7 de agosto de 2018 - 6 de noviembre de 2019  |                                                                        |
|                                                                        | Luis Fernando Navarro Jiménez (Encargado) 6 de noviembre de 2019 - 12 de noviembre de 2019 |                                                                              |                                                                        |
|                                                                        | Carlos Holmes Trujillo García 12 de noviembre de 2019 - 26 de enero de 2021                |                                                                              |                                                                        |
|                                                                        | Luis Fernando Navarro Jiménez (Encargado) 26 de enero de 2021 - 6 de febrero de 2021       |                                                                              |                                                                        |
|                                                                        | Diego Andrés Molano Aponte 6 de febrero de 2021 - 7 de agosto de 2022                      |                                                                              |                                                                        |
|                                                                        |                                                                                            | Andrés Rafael Valencia Pinzón 7 de agosto de 2018 - 24 de febrero de 2020    |                                                                        |
|                                                                        | Rodolfo Enrique Zea Navarro 24 de febrero de 2020 - 7 de agosto de 2022                    |                                                                              |                                                                        |
|                                                                        |                                                                                            | Juan Pablo Uribe Restrepo 7 de agosto de 2018 - 26 de diciembre del 2019     |                                                                        |
|                                                                        | Iván Dario González Ortiz (Encargado) 26 de diciembre del 2019 - 23 de febrero del 2020    |                                                                              |                                                                        |
|                                                                        | Fernando Ruiz Gómez 3 de marzo de 2020 - 7 de agosto de 2022                               |                                                                              |                                                                        |
|                                                                        |                                                                                            | Alicia Victoria Arango Olmos 7 de agosto de 2018 - 13 de febrero de 2020     |                                                                        |
|                                                                        | Ángel Custodio Cabrera Báez 28 de febrero de 2020 - 7 de agosto de 2022                    |                                                                              |                                                                        |
|                                                                        |                                                                                            | María Fernanda Suárez Londoño 7 de agosto de 2018 - 25 de junio de 2020      |                                                                        |
|                                                                        | Diego Mesa Puyo 2 de julio de 2020 - 7 de agosto de 2022                                   |                                                                              |                                                                        |
|                                                                        |                                                                                            | José Manuel Restrepo Abondano 7 de agosto de 2018 - 3 de mayo de 2021        |                                                                        |
|                                                                        | Laura Isabel Valdivieso Jiménez (Encargada) 3 de mayo de 2021 - 29 de mayo de 2021         |                                                                              |                                                                        |
|                                                                        | María Ximena Lombana Villalba 4 de junio de 2021 - 7 de agosto de 2022                     |                                                                              |                                                                        |
|                                                                        |                                                                                            | María Victoria Angulo González 7 de agosto de 2018 - 7 de agosto de 2022     |                                                                        |
|                                                                        |                                                                                            | Ricardo José Lozano Picón 7 de agosto de 2018 - 3 de octubre de 2020         |                                                                        |
|                                                                        | Carlos Eduardo Correa Escaf 3 de octubre de 2020 - 7 de agosto de 2022                     |                                                                              |                                                                        |
|                                                                        |                                                                                            | Jonathan Tybalt Malagón González 7 de agosto de 2018 - 23 de marzo de 2022   |                                                                        |
|                                                                        | Susana Correa Borrero 23 de marzo de 2022 - 7 de agosto de 2022                            |                                                                              |                                                                        |
|                                                                        |                                                                                            | Sylvia Cristina Constaín Rengifo 7 de agosto de 2018 - 4 de mayo de 2020     |                                                                        |
|                                                                        | Karen Cecilia Abudinen Abuchaibe 4 de mayo de 2020 - 9 de septiembre de 2021               |                                                                              |                                                                        |
|                                                                        | Iván Mauricio Durán Pabón (Encargado) 9 de septiembre de 2021 - 28 de septiembre de 2021   |                                                                              |                                                                        |
|                                                                        | Carmen Ligia Valderrama Rojas 20 de octubre de 2021 - 7 de agosto de 2022                  |                                                                              |                                                                        |
|                                                                        |                                                                                            | Ángela María Orozco Gómez 7 de agosto de 2018 - 7 de agosto de 2022          |                                                                        |
|                                                                        |                                                                                            | Carmen Inés Vásquez Camacho 7 de agosto de 2018 - 24 de diciembre de 2020    |                                                                        |
|                                                                        | Pedro Felipe Buitrago Restrepo 12 de enero de 2021 - 4 de junio de 2021                    |                                                                              |                                                                        |
|                                                                        | Angélica María Mayolo Obregón 4 de junio de 2021 - 7 de agosto de 2022                     |                                                                              |                                                                        |
|                                                                        |                                                                                            | Mabel Gisela Torres Torres 11 de enero de 2020 - 15 de junio de 2021         |                                                                        |
|                                                                        | Tito José Crissien Borrero 22 de junio de 2021 - 7 de agosto de 2022                       |                                                                              |                                                                        |
|                                                                        |                                                                                            | Ernesto Lucena Barrero 16 de septiembre de 2019 - 27 de julio de 2021        |                                                                        |
|                                                                        | Guillermo Antonio Herrera Castaño 27 de julio de 2021 - 7 de agosto de 2022                |                                                                              |                                                                        |

## Política interna

### Política legislativa
El comienzo de la agenda legislativa del gobierno de Iván Duque estuvo caracterizado por varias crisis y choques con el poder legislativo y judicial. Una de las primeras acciones de su gobierno fue objetar la Ley que creaba la Jurisdicción Especial para la Paz según había acordado en el Acuerdo de paz con las FARC-EP. Las objeciones de Duque fueron rechazadas al recibir 110 votos negativos en la Cámara de Representantes y 40 votos en contra en el Senado, decisión que fue ratificada por la Corte Constitucional. Otra de las grandes reformas que intentó impulsarse en primer término fue la reforma tributaria que buscaba recoger la visión de la «economía naranja» propuesta en campaña. Dicha ley de reforma tributaria recibió el nombre de «ley de financiamiento». 
La ley de financiamiento impulsada por el gobierno nacional fue declarada inexequible por la Corte Constitucional, lo cual suscitó que se tramitara y aprobara una nueva reforma. Con tal de no afectar las finanzas del país, la Corte profirió los efectos de la Ley hasta el 1 de enero de 2020. Así mismo la Corte Constitucional estudia una demanda de inconstitucionalidad en contra del actual Plan Nacional de Desarrollo.
Finalizando el 2019 el Gobierno de Duque logró sancionar varias leyes, como la nueva reforma tributaria aprobada en la madrugada del 20 de diciembre, o como la Ley 2013 que obliga a los funcionarios del gobierno a que publiquen su declaración de bienes y rentas, que registren posibles conflictos de interés y la declaración del impuesto sobre la renta y complementarios.

### Política medioambiental
En materia ambiental el Gobierno expidió una serie de medidas que permitirían estudiar la posibilidad de aplicar la fracturación hidráulica en el país; para ello se conformó una comisión de expertos sobre el tema, que determinó la necesidad de ejecución de pruebas piloto, con el fin de analizar el impacto de esta técnica en contexto. Todo ello, pese a que en un evento de campaña realizado en Bucaramanga, el 11 de abril de 2018, Iván Duque había afirmado que: "aquí tenemos una sobreposición de ecosistemas complejos y diversos, acuíferos subterráneos de enorme riqueza y unos riesgos de mayor sismicidad por el tipo de suelo, por eso he dicho que en Colombia no se realizará el fracking".
No obstante lo anterior, el Consejo de Estado suspendió las normas que regulan el fracking; aun así, las pruebas piloto para implementar dicha técnica en el país siguieron en firme. Hasta abril de 2021 se habían aprobado dos de estos pilotos, que fueron asignados a las empresas Ecopetrol y ExxonMobil.
En materia agropecuaria, una resolución del Ministerio de Agricultura de finales del 2019 que decretaba las cuotas de pesca para el año siguiente causó gran polémica, pues se creyó que permitiría el aleteo, consistente en cortarles las aletas a los tiburones para comercializarlas. El Gobierno aclaró que dichas cuotas se establecen por lo menos desde el 2010, y que el aleteo está prohibido en el país; sin embargo, diversos analistas cuestionan la capacidad del Estado para hacer cumplir las regulaciones sobre dicha práctica.

### Política en infraestructura

#### Túnel de la Línea
Luego de más de 100 años de planeación, y 11 de construcción, Duque inauguró el Túnel de la Línea, el túnel más largo de Latinoamérica, y la obra más esperada e importante del país. La obra sufrió muchísimos retrasos a lo largo de un siglo de obras, y luego de varios escándalos de corrupción en torno a su construcción.[cita requerida]

### Política de derechos humanos
En materia de derechos humanos el 6 de noviembre de 2019 se llevó a cabo una moción de censura en el congreso de la República en contra del ministro de defensa Guillermo Botero, la quinta moción de censura presentada en contra de un ministro de gobierno en menos de un año.
En ese mismo contexto se acusó al gobierno de haber escondido la muerte de siete menores de edad en el Caquetá durante un bombardeo, que luego fueron reportados como guerrilleros dados de baja en combate. Estas acusaciones volvieron a ser tema de debate en el Congreso después de que una investigación del New York Times reportara sobre nuevos lineamientos desde altos mandos de las FF.MM. que podrían permitir la reaparición de la ejecución de civiles por parte de militares.
La revista Semana reportaría sobre una operación de silencio dentro del ejército orquestada por los altos mandos para identificar y castigar a los militares que habían denunciado los abusos contra derechos humanos. En un evento en el que se encontraba el Presidente en la ciudad de Barranquilla, un periodista le preguntó al presidente sobre la muerte de menores en un bombardeo en el Caquetá, a lo que el presidente respondió, sin que quedase claro si había logrado oír al periodista: "¿De qué me hablas, viejo?", abriendo de nuevo polémica en redes sociales. Luego el periodista en cuestión denunció haber sido golpeado por los guardaespaldas del presidente.

### Política judicial

#### Espionaje
Durante el gobierno de Iván Duque estalló una polémica nacional en torno a las actividades de contrainteligencia del Ejército Nacional el cual habría interceptado las comunicaciones, y perfilado, a más de 130 individuos, la mayoría periodistas, pero también figuras de oposición, y personas del común según su actividad en Internet. En 2019 la Corte Suprema inició una investigación judicial tras encontrar evidencias de que el Ejército estaba espiando jueces y magistrados. 
Los medios de comunicación describieron estos hechos como una "nueva ola de interceptaciones ilegales" que afectaron principalmente a políticos como Roy Barreras y periodistas de Semana, quienes también fueron víctimas de hostigamientos y seguimientos por parte de unidades de inteligencia del Ejército. Según Semana, estas unidades recibían órdenes que provenían directamente del Comando Central al mando del general Nicacio Martínez, quien renunció un día antes de los allanamientos, el 27 de diciembre de 2019. El 28 de diciembre de 2019 una comisión de la Corte Suprema de Colombia y de la Policía Judicial, adscrita a la oficina de investigaciones especiales de la Procuraduría, allanaron al Comando Central de Contrainteligencia del Ejército colombiano ubicado en el Batallón de Facatativá. El allanamiento duró 16 horas. Durante los allanamientos, varios oficiales del Ejército intentaron obstruir la labor de los investigadores. 
Dentro de las instalaciones se reportaron hechos extraños, como la presencia de monitores de computador encendidos pero sin CPU y hasta un hombre vestido de civil escondido detrás de un archivador en posesión de una USB. También notaron que en varios computadores se encontraban flojos los tornillos que sujetaban los discos duros por lo cual se presume que fueron remplazados antes del allanamiento.  Asimismo en celulares incautados se encontraron evidencias de la existencia de grupos de WhatsApp que utilizaron los oficiales de inteligencia para coordinar la destrucción y ocultamiento de la información.
El allanamiento fue ordenado por la magistrada y mayor del Ejército Nacional (r) Cristina Lombana. Según los investigadores, la magistrada Cristina Lombana habría sido espiada por unidades de inteligencia del Ejército, en la época en la que tenía en su despacho el proceso contra Álvaro Uribe por presunto intento de soborno a testigos en su contra. Según una fuente anónima que trabajaba en la inteligencia militar, los seguimientos hechos en su contra eran entregados "directamente a un alto mando del Centro Democrático". Después los investigadores encontraron un micrófono que estaba ubicado directamente encima del escritorio del magistrado César Reyes, instructor del caso que se lleva en contra de Uribe después de que la Magistrada Lombana perdiera la competencia de este caso. 
Este hallazgo produjo indignación entre los magistrados quienes recordaron el escándalo de las chuzadas del DAS en febrero de 2009, durante el gobierno Uribe,  y que también involucró el espionaje de magistrados a través de micrófonos escondidos en los despachos. La empresa que ocupaba anteriormente el edificio emitió un comunicado con su versión sobre la razón por la cual se encontraron estos micrófonos en el sitio: hacían parte de un sistema de video-comunicación, y, en cumplimiento del acuerdo comercial con el propietario del edificio, fueron dejados ahí luego de que dicha empresa abandonara el lugar. 
Un senador de oposición, Iván Cepeda, argumentó que los allanamientos se hicieron no para recolectar evidencia sino para destruir evidencias que pudiese involucrar a Álvaro Uribe con el escándalo del seguimiento a periodistas o en su proceso por falsos testigos que inicialmente estaba en el despacho de la Magistrada Lombana pero que después le fue removido por tener esta conflicto de intereses al ser tanto juez como militar activo.
Los detalles de este allanamiento solo vieron la luz pública el 11 de enero de 2020 cuando Revista Semana publicó un artículo explicando los verdaderos motivos de la renuncia del Comandante del Ejército el general Nicacio Martínez.
Ante la inminencia de la revelación de las operaciones de espionaje del Ejército Nacional, el Comando Central inició una operación de contrainteligencia contra la revista Semana y una purga dentro del Ejército, que terminó con la carrera de varios oficiales.
No obstante lo anterior, Iván Duque manifestó que la renuncia de Nicacio Martínez se había dado por temas personales, y que había dado la orden de iniciar una investigación a fondo para encontrar a las "manzanas podridas" responsables del caso. También prometió emplear sanciones ejemplares contra los participantes de los hechos, y puso a cargo de la investigación a los generales del Ejército Luis Fernando Navarro y Eduardo Zapateiro, así como al ministro de Defensa, Carlos Holmes Trujillo.
En abril de 2020 el presidente Iván Duque destituyó a 11 oficiales y un general mientras que otro, Eduardo Quirós Chaparro se retiró de manera voluntaria. Por su parte la Casa de Nariño afirmó que estos hechos no se hicieron por orden del Gobierno y que este también había sido víctima de seguimientos ilegales por parte del ejército.
Este escándalo ha sido comparado, o incluso ha sido considerado una continuación, del escándalo de las chuzadas del DAS (organismo de inteligencia estatal que fue suprimido por dicho escándalo) el cual fue desmantelado por haberse comprobado que espió a periodistas, senadores y magistrados que se oponían al gobierno de Álvaro Uribe, jefe del partido Centro Democrático al cual pertenece el presidente Iván Duque.

### Política electoral

#### Elecciones territoriales
En octubre antes de las elecciones regionales el Helicóptero presidencial se accidentó lo cual tuvo como lugar la muerte de 6 militares. Durante las elecciones territoriales de 2019 el gobierno del presidente Duque perdió la Gobernación y la Alcaldía en las ciudades más importantes y vio una significativa disminución en su votación bajando de 1‘489.240 votos a 1‘171.560 ganando sólo las gobernaciones de Casanare y Vaupés y teniendo que gobernar en coalición en otros cinco departamentos: Amazonas, Atlántico, Bolívar, Guaviare y Vichada; hecho que algunos analistas políticos atribuyeron a la mala imagen del Presidente. El 31 de octubre de 2019 el presidente se reunió en un almuerzo con toda la bancada del Centro Democrático para analizar los resultados.

### Política en medios de comunicación
Según el índice Chapultepec de la Sociedad Interamericana de Prensa (SIP), en 2020 Colombia fue calificado noveno en el ránking americano de libertad de expresión y prensa, como país «en restricción» a la libertad de prensa. En 2021 el país descendió al lugar #12 y en 2022 escaló a la décima posición.

## Orden público

### Guerra con el Ejército de Liberación Nacional
Después de asumir la presidencia en agosto de 2018, el gobierno de Iván Duque inició un proceso de evaluación de 30 días sobre el estado del proceso de las negociaciones de paz con el ELN, conversaciones que habían sido empezadas por su antecesor Juan Manuel Santos. Después de estos 30 días el Gobierno suspendió las conversaciones de paz exigiéndole al Ejército de Liberación Nacional «cesar unilateralmente las acciones criminales» a lo cual la guerrilla respondió que no haría concesiones unilaterales. Posteriormente, el 17 de enero de 2019, el ELN detonó un carro bomba contra la escuela de policía General Santander que tuvo como resultado 23 muertos. El 18 de enero, como reacción al atentando se levantó de manera permanente la mesa de negociación.
Adicionalmente el ejecutivo colombiano, dirigido por Duque solicitó la extradición de los negociadores del ELN en Cuba por considerarlos cómplices de los atentados. Cuba negó dicha solicitud y solicitó a las partes dar aplicación al protocolos de ruptura de conversaciones que habían sido acordados entre las partes, pero el gobierno de Iván Duque insiste en la ruptura de los protocolos y el arresto de los guerrilleros negociadores, bajo el argumento de que los protocolos fueron suscritos por el gobierno anterior y por lo tanto no son vinculantes para el nuevo gobierno. Cuba y Noruega, estados garantes de las negociaciones se opusieron a la ruptura de los protocolos, mientras que Chile y Brasil, también garantes, apoyaron al gobierno colombiano.
En 2019 Iván Duque, en un discurso en la Asamblea General de la ONU, aseguró tener pruebas de que el ELN operaba en Venezuela, pero algunas de las fotos fueron desmentidas como falsas por el periódico El Colombiano de Medellín.
El 14 de febrero de 2020 el ELN comenzó un paro armado el cual afectó las regiones de Chocó, Cauca y Norte de Santander.

## Relaciones exteriores

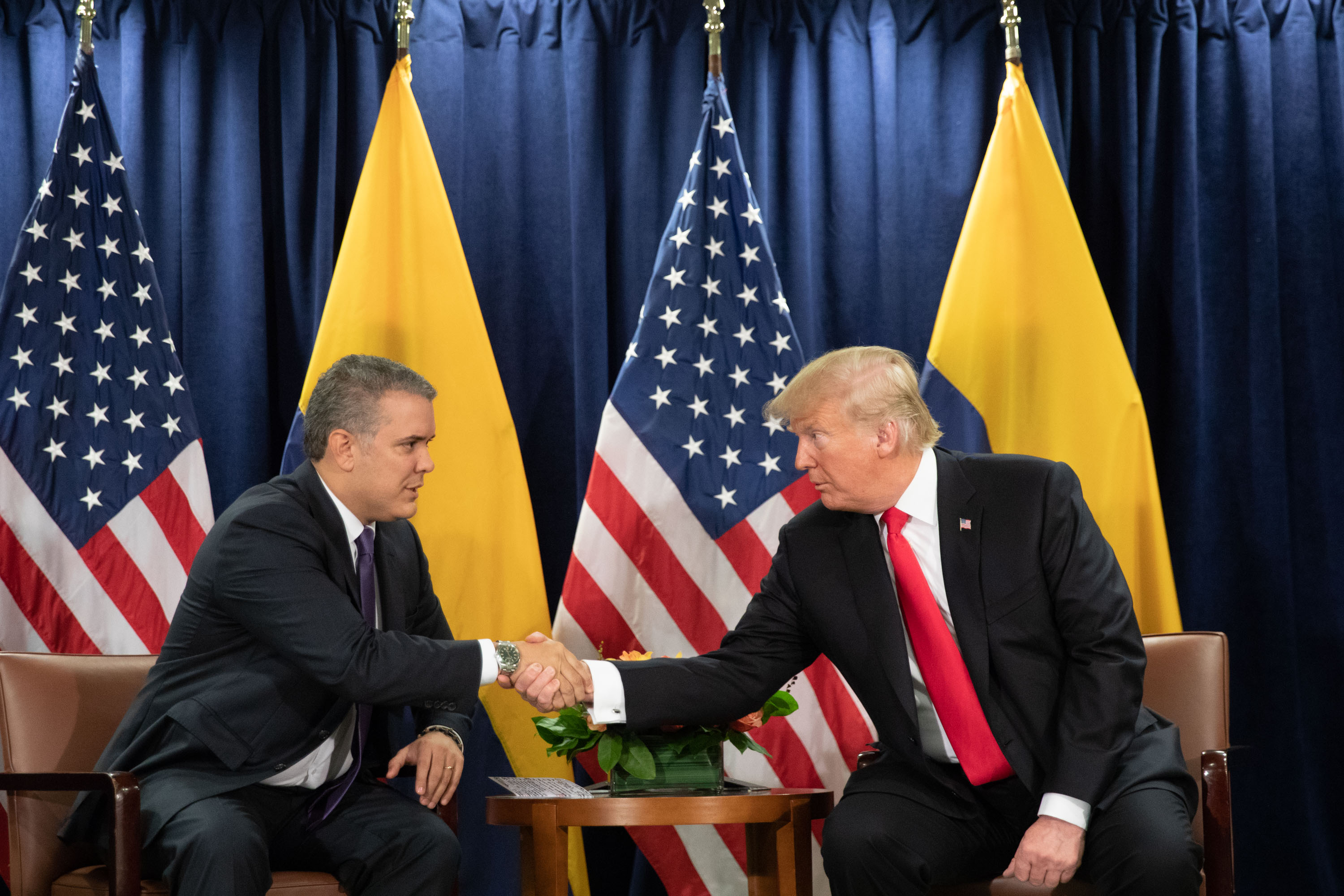
Presidente Iván Duque con el Presidente de los Estados Unidos Donald Trump en septiembre de 2018

### Venezuela
Desde su campaña, Duque afirmó en una reunión con el Vicepresidente de Estados Unidos, Mike Pence, que en Venezuela «hay que restaurar la democracia» De la misma manera, el 5 de julio de 2018 viajó a la frontera con Venezuela, para reunirse con María Corina Machado, dirigente opositora venezolana, con el fin de «afianzar lazos» con la oposición venezolana. En agosto de ese año, calificó al gobierno de Nicolás Maduro como una dictadura, y afirma la necesidad de realizar elecciones libres en ese país, igualmente indicó que «si la “dictadura” no se termina, la migración no se detiene».
El 27 de septiembre afirmó que rechaza la mediación del gobierno venezolano en el diálogo con el ELN, esto debido al «auspicio» que este hace hacia la guerrilla, de la misma manera respondió a la movilización de tropas venezolanas a la frontera con su país, advirtiendo que no caerá en provocaciones del gobierno vecino. El 23 de enero de 2019, tras la proclamación del diputado y presidente del parlamento venezolano, Juan Guaidó como «presidente encargado» de esa nación, el gobierno de Duque fue uno de los primeros en reconocerlo como presidente legítimo de Venezuela. El 1 de febrero de 2019 el presidente Duque sentenció que al Régimen de Maduro le quedaban "pocas horas".

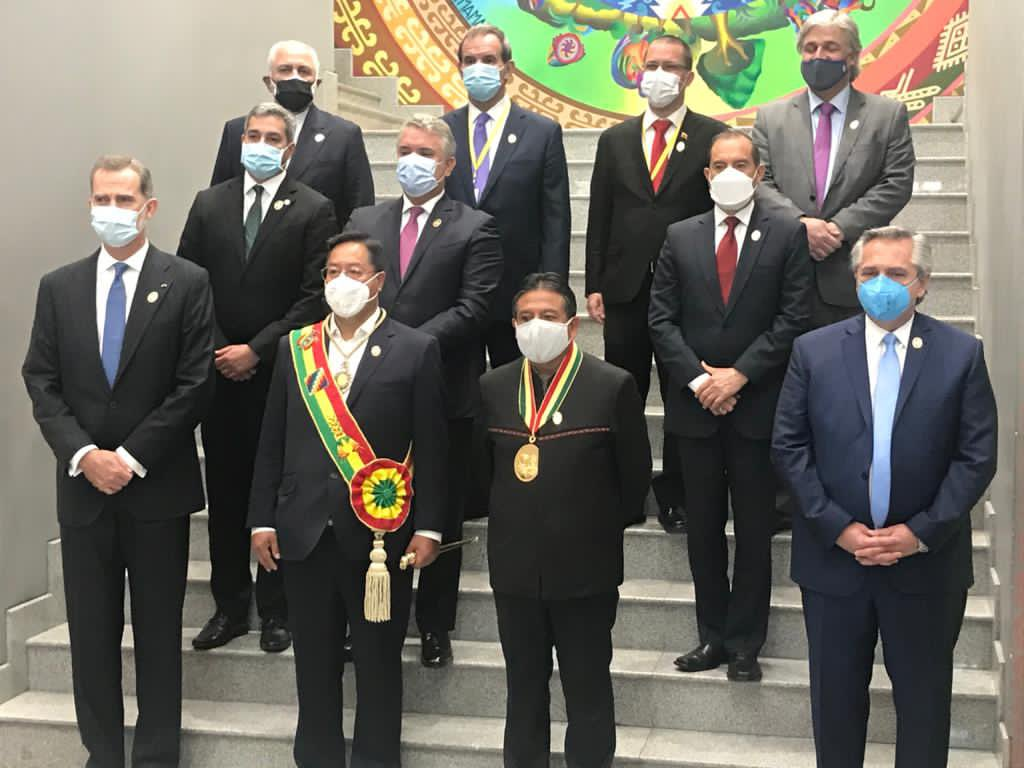
Canciller Andrés Allamand participa del saludo protocolar al Presidente de Bolivia, Luis Arce, y al Vicepresidente, David Choquehuanca.

El 23 de febrero, Cúcuta (Colombia) se convirtió en escenario de una serie de protestas entre venezolanos y fuerzas de seguridad del Estado venezolano, justo en el borde fronterizo, en el marco de la crisis por el intento de ingreso de la ayuda humanitaria hacia Venezuela. Finalmente estos intentos fracasaron y uno de los camiones de ayuda humanitaria fueron prendidos en fuego en la frontera. 

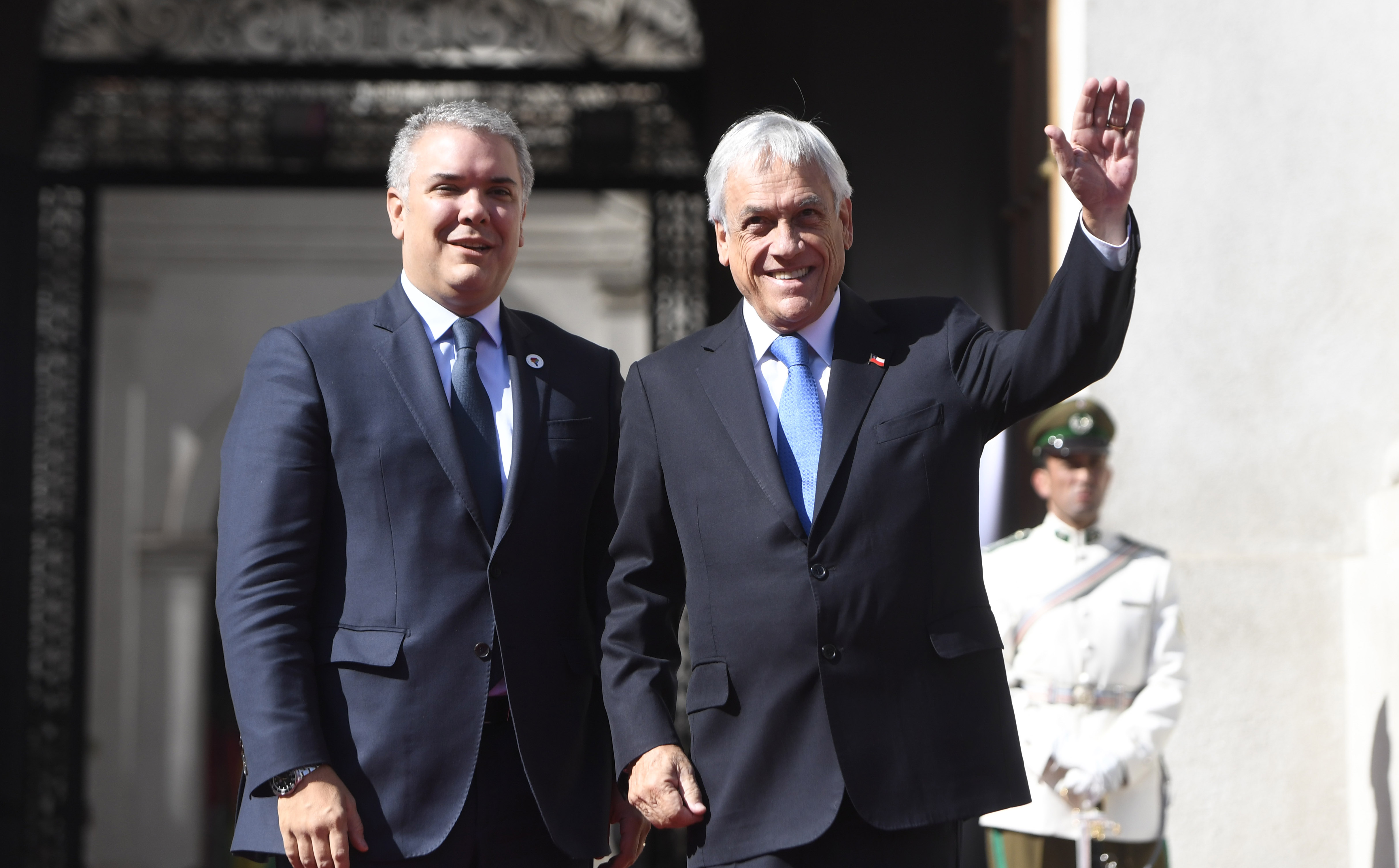
Piñera y Duque en la Cumbre de las Américas, 2019.

Aunque inicialmente se acusó a la Guardia Bolivariana de haber prendido en fuego el camión luego se demostró que el mismo se incineró por culpa de un coctel molotv lanzado por un protestante venezolano desde el lado colombiano de la frontera. El resto de la ayuda se daño en las bodegas mientras que el embajador del Gobierno en Colombia, Humberto Calderón Berti, acusó al gobierno de Guaidó en el exilio de haber malversado las ayudas y dineros que recibieron como motivo de su reconocimiento como presidente legítimo de Venezuela.
El 4 de septiembre, el polémico presidente venezolano Nicolás Maduro, acusó a Iván Duque de querer buscar un conflicto entre Venezuela y Colombia, por, según Maduro, insinuar que Venezuela era el responsable del conflicto armado interno en el país, provocando un aumento en las tensiones diplomáticas entre ambos países, y desencadenando el envío de tropas venezolanas hacia la frontera bajo el pretexto de «ejercicios militares». Maduro, quien también es el líder socialista de la nación donde gobierna, indicó que el ejecutivo colombiano se encuentra tras «una maniobra para escalar acusaciones falsas y aumentar tensiones». Por su parte, la administración de Iván Duque declaró «alerta máxima» después de los movimientos militares llevados a cabo por el dirigente chavista en la frontera.
Posteriormente en 2019 estalló un escándalo cuando se demostró que Juan Guaidó, el presidente reconocido por Iván Duque, fue asistido por el grupo delincuencial de Los Rastrojos para ingresar y salir de Colombia hacia Venezuela.
Maduro ha acusado en varias ocasiones al gobierno colombiano de querer asesinarle.
En 2020 ante la captura de la exsenadora y prófuga Aída Merlano (quien era buscada con circular roja de Interpol) por parte de autoridades Venezolanas, el Gobierno de Iván Duque solicitó al Gobierno de Juan Guaidó su extradición a Colombia pese a que la exsenadora fue capturada por fuerzas policiales al mando de Nicolás Maduro. Como resultado Maduro se mofó de Duque diciendo que su política internacional estaban guiadas por extremismo ideológico y "fantasías políticas" y se refirió a Duque calificándolo de "obtuso" y "bruto", lo cual recrudeció las malas relaciones entre Bogotá y Caracas. Analistas colombianos han manifestado que el régimen de Maduro podría usar a la excongresista con fines políticos y que esta podría canjear información de inteligencia sobre el Estado y el Congreso colombiano en un momento de crecientes tensiones.
En febrero de 2020 Nicolás Maduro acusó a Guaidó de ser el responsable de un envió de armas que fue decomisado en Colombia el 24 de febrero. Guiado negó cualquier autorización de este tipo de operaciones.
Durante la crisis del COVID 19 el Gobierno de Nicolás Maduro ofreció a su homólogo restablecer relaciones diplomáticas para afrontar la pandemia del COVID-19, y ofreció donar dos máquinas de pruebas que habían llegado a Venezuela como parte de un convoy humanitario realizado por puente aéreo desde China hasta Caracas. Esto tras la falla de la única máquina en Colombia habilitada para realizar pruebas, cuya avería paralizó por unos días la toma de pruebas, pero el gobierno colombiano se negó a recibir las máquinas y argumentó que solo se comunicaría con el presidente legítimo de Venezuela Juan Guaidó.

## Oposición

### Crisis Institucional de 2019

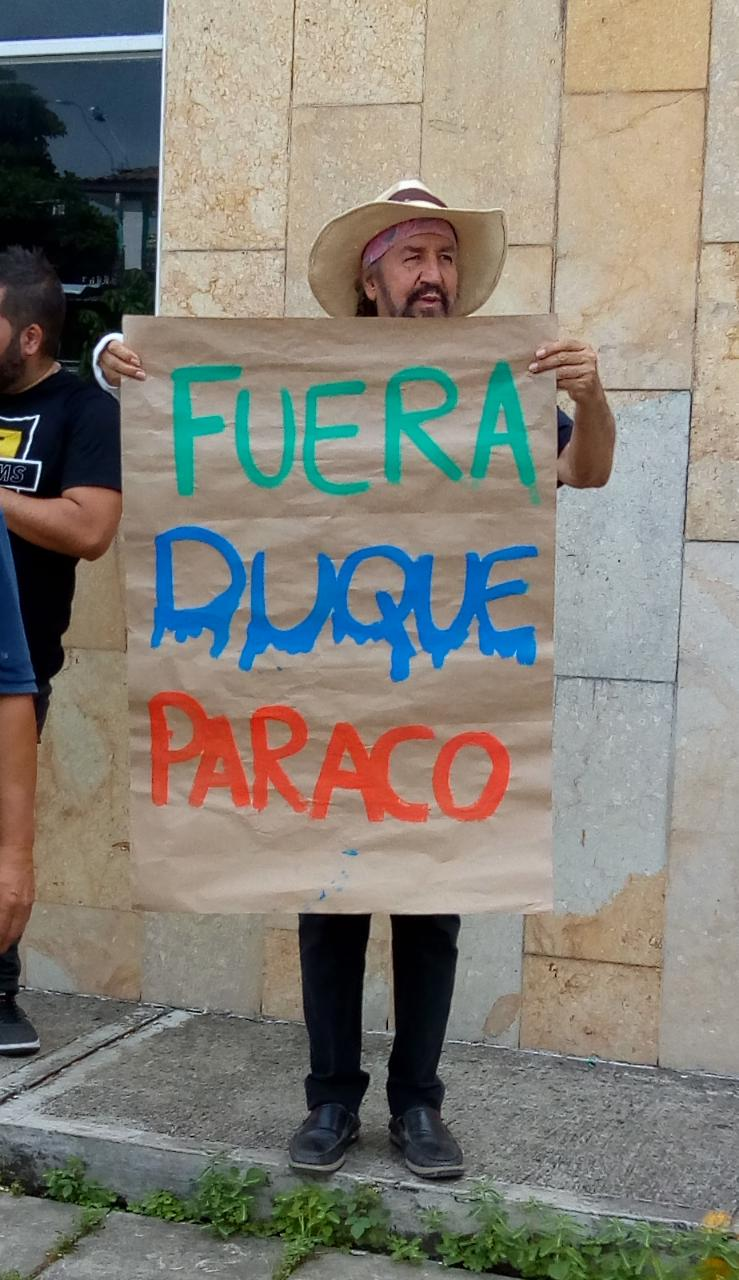
Pancarta en protesta al presidente de Colombia Iván Duque Márquez, durante las Protestas en Colombia de 2019.

Como resultado de todos estos escándalos el ministro de Defensa Guillermo Botero renunció ante su inminente expulsión del gabinete que se avecinaba con el voto de la moción de censura generando una crisis institucional. Fue en este ambiente de crispación política que el Gobierno de Duque recibió un nuevo golpe, cuando el 5 de octubre la Central Unitaria de Trabajadores de Colombia anunció un paro nacional para el 21 de noviembre. El motivo del paro fue expresado mediante un comunicado, en el que, según los líderes sindicales, el Gobierno buscaba:

Establecer el trabajo por horas, el salario mínimo diferencial por regiones, eliminación de las horas extras, el pago de dominicales y festivos, la indemnización por despido entre otras y en lo pensional aumentos de la edad de pensión y la cotización, disminución de la tasa de retorno y lo peor, establecer para todos el sistema de ahorro individual eliminando la solidaridad, un Ministerio del Trabajo que atenta contra la estabilidad reforzada de los trabajadores enfermos
Central Unitaria de Trabajadores de Colombia, 2019.

Adicionalmente los organizadores del paro convocaron a la marcha para protestar la creación de un holding financiero internacional, que según los organizadores del paro sería expedido “con el fin de privatizar el sector financiero público”.

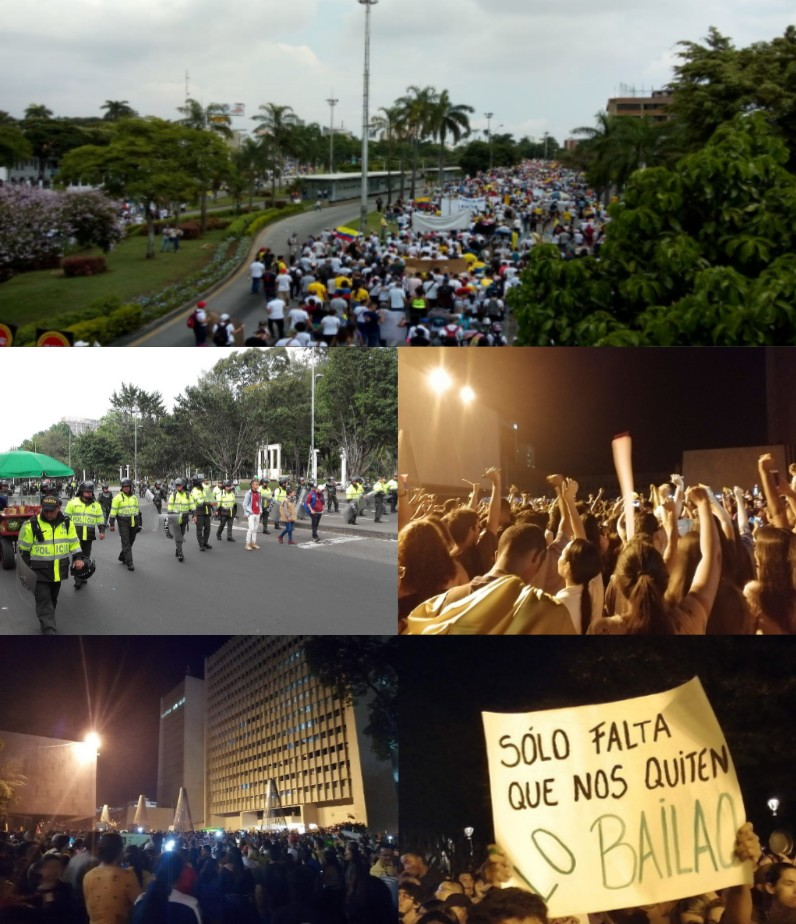
Mosaico del Paro de 2019-2020.

El gobierno reaccionó al anunció del paro incrementando las medidas de seguridad, mediante el despliegue del Ejército Nacional y Policía Nacional en las principales ciudades, pero expresando su apoyo al libre ejercicio del derecho constitucional y a la protesta pacífica, sin disturbios. Así mismo el Gobierno negó que estuviese interesado en hacer reformas pensionales o laborales que fueran en contra de las clases medias y populares del país, y declaró que los anuncios sobre dichas intenciones eran noticias falsas.
El 21 de noviembre se realizó el Paro Nacional, el cual tuvo una convocatoria masiva en todo el país,[cita requerida] viendo el comercio y el tráfico de algunos sectores en ciertas ciudades paralizados. Ciudades como Bogotá o Medellín contaron con contingentes militares dispuestos en puntos estratégicos para resguardar la infraestructura de transporte y servicios. La jornada transcurrió con normalidad en el país, excepto en Bogotá y Cali, donde se presentaron graves disturbios. En Cali, el alcalde decretó el toque de queda, y la ciudad fue tomada por la Tercera Brigada del Ejército, ante el reporte de supuestas bandas de saqueadores, y el sonido de tiros y explosiones. 
Posteriormente el 22 de noviembre se decretó el toque de queda en Bogotá. Los críticos del gobierno acusaron estas medidas de poner el país bajo estado de sitio, realmente abolido por la Constitución. El toque de queda impuesto en Bogotá fue el primer toque de queda decretado por un Gobierno desde 1977. Como resultado del paro nacional la aprobación del gobierno Duque cayó al 26%.

### Protestas de 2021

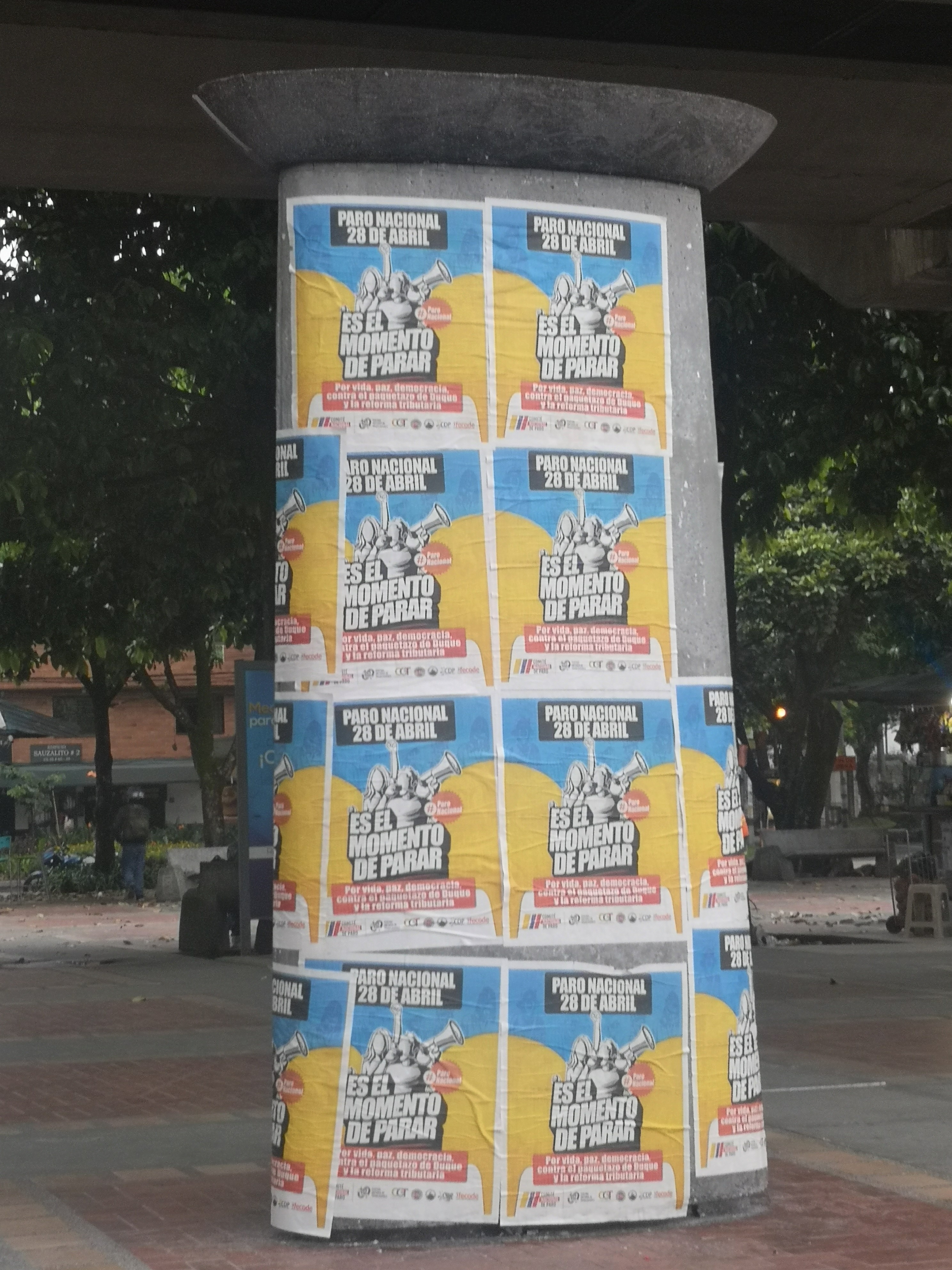
Carteles promocionales del Paro del 2021, Medellín.

Los incumplimientos por parte del gobierno Duque a los acuerdos llegados durante las protestas de 2019-2020 en Colombia, sumado a la pandemia por COVID-19 y la mala gestión estatal de la pandemia, la Reforma Tributaria del 2021, la Reforma a la Salud de 2020, la impunidad en crímenes a líderes sociales, y la falta de oportunidades laborales y académicas para la población en general, al igual que desafortunados y descontextualizados comentarios del Ministro de Hacienda, Alberto Carrasquilla, derivaron en nuevas movilizaciones a finales de abril de 2021.
Sin embargo, el gobierno respondió con represión a la manifestaciones y se decretaron toques de queda en distintos sectores del país. En adición y dada la escalada de violencia, el gobierno finalmente retiró el proyecto de la Reforma Tributaria el 2 de mayo de 2021, y el lunes 3 de mayo el ministro de Hacienda y su viceministro anunciaron su renuncia.
La mala gestión de las protestas han derivado en violaciones a los derechos humanos, desacato a las autoridades, abuso de las autoridades, saqueos, incendio y vandalización de edificios, centros comerciales, unidades militares; vandalización de monumentos, uso de armas prohibidas por el DIH, confrontaciones directas entre manifestantes y fuerza pública que deja un saldo enorme de heridos y leve de muertos, entre muchos otros problemas. 
También se han presentado bloqueos de vías de comunicación, desabastecimiento de víveres y ataques a la prensa colombiana.

## Escándalos de Corrupción

### Caso Centros Poblados
Durante el gobierno de Iván Duque Márquez tuvo lugar el Caso Centros Poblados, también conocido como "caso MinTic" o "escándalo Abudinen", que ocurrió el 10 de agosto de 2021 tras una denuncia de la periodista Paola Herrera en La W Radio. La Ministra de las Tecnologías de la Información y las Comunicaciones MinTIC, Karen Abudinen, enfrentó acusaciones por manejos irregulares en la contratación pública.
En este caso de corrupción política el Ministerio MinTIC adjudicó un contrato por valor de un billón de pesos al contratista Unión Temporal Centros Poblados, que no contaba ni con la experiencia ni con las capacidades técnicas necesarias y que presentó garantías bancarias falsas. El ministerio MinTIC de Karen Abudinen les giró un anticipo de 70.000 millones de pesos ($17.5 millones de dólares), que fue transferido a las cuentas de dos empresas, una en el estado de Delaware, Estados Unidos de América y otra en la ciudad de Barranquilla, Colombia.
El expresidente Iván Duque Márquez defendió a Karen Abudinen, afirmando que ella era una mujer honorable. Debido a la presión mediática y del congreso, Karen Abudinen renunció a su cargo el día 9 de septiembre de 2021, sin embargo, fue eximida de toda responsabilidad en este caso de corrupción por la Procuraduría General de la Nación, bajo la dirección de Margarita Cabello Blanco. La mayor parte del dinero no se ha recuperado.
En este caso de corrupción resultó condenado Emilio Tapia Aldana, conocido por su participación en el Carrusel de la Contratación de Bogotá.

### Compra de medicamentos contra la malaria
El 29 de septiembre de 2023 los medios de comunicación reportaron que en marzo de 2021, el gobierno de Iván Duque compró de manera directa más de dos millones de dosis de medicamento contra la malaria, cuando la necesidad de ese medicamento para Colombia era de solo 104,202 dosis. Como consecuencia de esto, el exministro de salud Fernando Ruiz fue denunciado ante la Fiscalía General de la Nación por Rodolfo Enrique Salas, director jurídico del Ministerio de Salud del Gobierno de Gustavo Petro. El expresidente Iván Duque defendió al exministro de salud Fernando Ruiz afirmando que “…lo persiguen y acusan por comprar medicamentos en momentos de grandes volatilidades internacionales de precio.”
Debido a la compra de este medicamento, Colombia cuenta en la actualidad con dosis contra la malaria para más de 300 años; el principal problema es que los lotes de medicamentos adquiridos vencían en el año 2024.
El Secretario de Transparencia de Colombia, Andrés Idárraga, declaró que el exministro de salud Fernando Ruiz sabía de las irregularidades en la compra de estas dosis, y que debido a su mala gestión se perdieron más de $3.000.000.000 COP de los recursos públicos. Los cargos que enfrentaría el exministro Fernando Ruiz son peculado por apropiación, contrato sin cumplimiento de requisitos legales, y prevaricato por omisión en la compra de medicamentos arteméter y lumefantrina.

### Negocio Exclusivo de Medicamentos Públicos
El 25 de julio de 2022 la W Radio reportó que el gobierno de Iván Duque adjudicó a través de la Agencia Nacional de Contratación Pública - Colombia Compra Eficiente, el contrato de los proveedores de medicamentos para los hospitales públicos, la Policía y el Ejército Nacional; este contrato, denominado Acuerdo Marco para el suministro, adquisición y dispensación de medicamentos CCENEG-055-03-2022 fue adjudicado a 3 empresas privadas, y la principal beneficiaria fue Éticos Serrano Gómez Ltda., que en su registro de Cámara de Comercio tiene como socio a Farid Char & Cía S.C. de la ciudad de Barranquilla, Colombia. La empresa Éticos Serrano Gómez Ltda. también tiene como socio al empresario cercano a la familia Char, José Manuel Carbonell, presidente de Olímpica S.A. Las otras dos empresas que firmaron el contrato son Unión Temporal Audidrogas y Productos Hospitalarios S.A.
El contrato de proveeduría de medicamentos fue adjudicado dieciséis días antes de la entrega del gobierno de Iván Duque a Gustavo Petro, exactamente el 21 de julio de 2022, y el proceso tuvo un valor de 2,4 billones de pesos ($588,000,000 USD).
Debido a la firma de este contrato, el gobierno de Iván Duque dejó amarradas por 3 años todas las compras de medicamentos que hicieron esas entidades públicas (hospitales públicos, Policía, Ejército Nacional) a compañías vinculadas al grupo económico de la familia de Fuad Char (Grupo Empresarial Olímpica), y por eso el gobierno del presidente Gustavo Petro no pudo comprar a otros proveedores, diferentes a los mencionados en ese acuerdo.
La empresa Éticos Serrano ha sido la principal beneficiaria del contrato, con 27 órdenes de compra por valor de 1,8 billones de pesos  ($441,000,000 USD), de los cuales $824.000.000.000 COP ($201,000,000 USD) fueron adjudicados por la Dirección General de Sanidad Militar en octubre de 2023.
Durante los últimos 3 años las investigaciones de la Superintendencia Nacional de Salud han evidenciado irregularidades, como el caso de la retención de 113.000 unidades de insulina en una bodega no habilitada de Audifarma (gestor farmacéutico que hace parte de la Unión Temporal Audidrogas S.A.), frente a las quejas de los usuarios de no encontrar unidades disponibles de ese medicamento en los puntos de atención. Otro caso irregular fue el reportado por la Contraloría General de la República, al realizar una auditoría a la Dirección de Sanidad de la Policía Nacional (Disan), que detectó un sobrecosto en el valor de más de 100 medicamentos de la Policía por más de $68.000.000.000 COP ($16.5 millones de dólares). El 26 de marzo de 2025 el Ministerio de Salud presentó una denuncia penal contra Audifarma por el presunto delito de acaparamiento de medicamentos, como se encuentra establecido en el artículo 297 de la ley 599 de 2000 o Código Penal Colombiano.
El 10 de abril de 2025 se reportó que la Agencia Nacional de Contratación Pública Colombia Compra Eficiente, solicitó a la Superintendencia de Industria y Comercio indagar la posible existencia de prácticas que impiden la competencia en el mercado de medicamentos, por parte de los proveedores que ganaron el contrato mencionado; adicionalmente, solicitó una medida cautelar para dar por terminado el Acuerdo Marco con la empresa Éticos Serrano Gómez Ltda. y la Unión Temporal Audidrogas S.A., y que puedan participar otros proveedores de medicamentos.
El 5 de mayo de 2025 la Agencia Nacional de Contratación Pública Colombia Compra Eficiente emitió el comunicado Resolución No. 244 de 2025 mediante el cual terminó la relación contractual entre la ANCP – CCE y las empresas Éticos Serrano Gómez Ltda. y Unión Temporal Audidrogas S.A.